# Prag 19

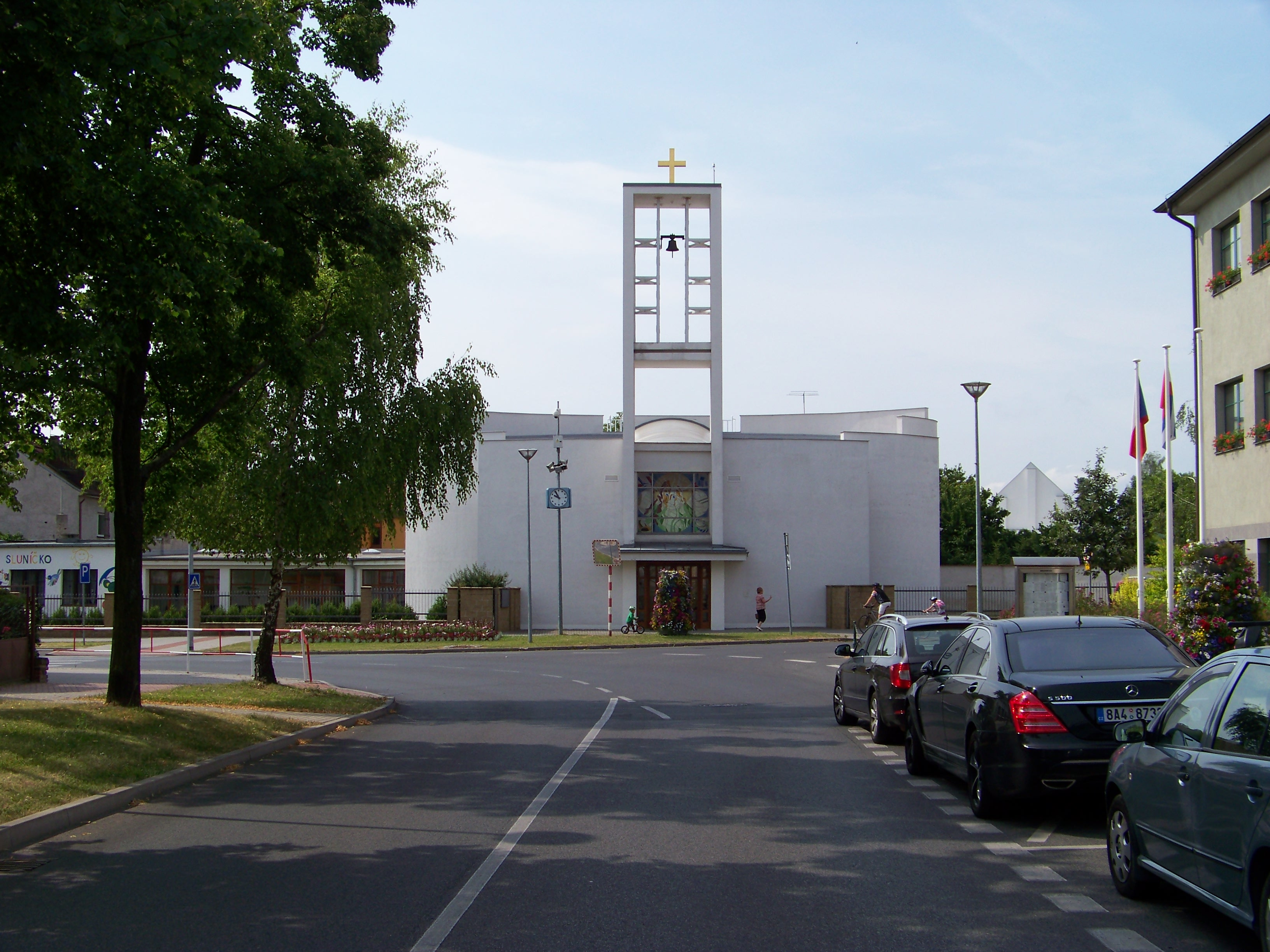
Die St.-Elisabethkirche in Kbely

Prag 19 oder Kbely (deutsch Gbell, älter auch Quel) ist ein Verwaltungsbezirk sowie ein Stadtteil der tschechischen Hauptstadt Prag.

## Gliederung
Der Verwaltungsbezirk Prag 19 existiert seit 2002 und liegt am nordöstlichen Rand der Stadt. Er umfasst den Stadtteil Prag 19 sowie die Stadtteile Satalice und Vinoř. Bis 2007 gehörte auch Čakovice zum Bezirk Prag 19, das dann an Prag 18 überging.
Der Stadtteil Prag 19 ist identisch mit der Katastralgemeinde Kbely (deutsch Gbel).

## Geschichte
Die erste historische Erwähnung Kbelys stammt aus der Zeit der Přemysliden. Ein Eintrag in den Landtafeln bezeugt eine Schenkung Soběslavs I. an das Kloster Vyšehrad. Im Dreißigjährigen Krieg wurde die vier Höfe umfassende Siedlung zerstört. Das Dorf wurde 1680 von einer Pestepidemie getroffen und im Siebenjährigen Krieg erneut verwüstet. In der zweiten Hälfte des 19. Jahrhunderts wurde in dem bäuerlichen Dorf eine Ziegelei errichtet und die Eisenbahnstrecke Prag-Všetaty wurde eröffnet. 1895 wurde Kbely, das zuvor zu Vinoř gehörte, eine selbstständige Gemeinde. Nach dem Ende der Monarchie wurde hier 1918 der erste vollwertige Flugplatz der Tschechoslowakei eröffnet. 1923 nahm unter der Bezeichnung Radiojournal die erste tschechoslowakische Rundfunkstation mit regelmäßigen Sendungen vom Flugplatz Kbely ihren Betrieb auf. 1968 wurde Kbely nach Prag eingemeindet.

## Militärflugplatz
Der Flugplatz Kbely ist die 6. Luftverkehrsbasis der Tschechischen Luftwaffe. Auf dem Areal befinden sich ein Forschungsinstitut für Flugwesen und das Luftfahrtmuseum Kbely.